# Raoul Pictet
Pour les autres membres de la famille, voir Pictet.

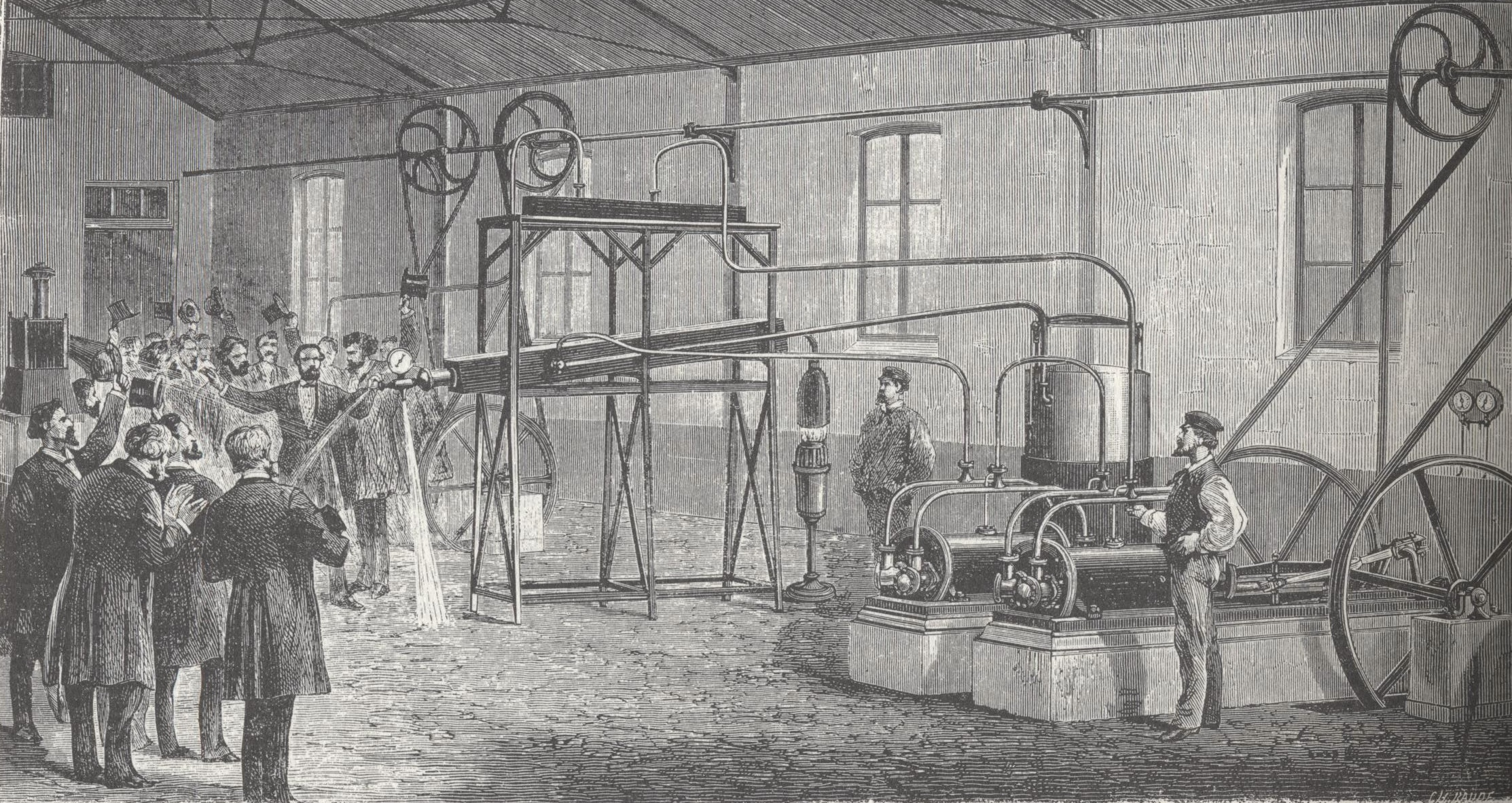
La liquéfaction des gaz dans le laboratoire de Raoul Pictet (1878)

Raoul-Pierre Pictet, né le 4 avril 1846 à Plainpalais (Genève, Suisse) et mort le 24 juillet 1929 à Paris, est un physicien suisse qui obtient pour la première fois la liquéfaction de l'azote et de l’oxygène par l’action simultanée d’une haute pression et d’une basse température. Il est à l'origine des techniques modernes de réfrigération. Raoul Pictet a reçu la Médaille Davy en 1878.

## Jeunesse et études
Issu de la branche puînée de la famille Pictet, dont Pierre fut admis à la bourgeoisie genevoise en 1474, Raoul est le troisième des cinq enfants de Julie-Cécile de Bock (1816-1883), d'origine balte, et de Auguste Pictet (1804-1874), maire de Plainpalais de 1862 à 1874. Il suit ses études primaires et secondaires à Genève avant de rejoindre la Faculté des sciences de l'Académie de Genève où, d'après lui, va naître en 1866 son intérêt pour le froid à la suite de conversations avec son professeur de physique Elie-François Wartmann (1817-1886). Il remporte à deux reprises le prix Davey pour des mémoires sur la résistance de l'air. Il poursuit ensuite sa formation entre 1867 et 1868 à Paris, respectivement à l'École polytechnique, au Collège de France ainsi qu'à la Sorbonne, dans le laboratoire du professeur Charles Adolphe Wurtz où son intérêt pour la thermodynamique se renforce. À 23 ans, il fait construire une première machine frigorifique qui fabrique 15 kg de glace à l'heure.

## L'Égypte
Après avoir déposé un premier brevet en 1869, il part pour l'Égypte comme secrétaire de Gustave Revilliod pour l'inauguration du canal de Suez. Sur place, il prend contacts avec les autorités et projette de créer une fabrique de glace dans ce pays aux étés si chaud. Après un bref séjour en Suisse, il revient en 1871 et est nommé professeur de physique et de mécanique à l'université du Caire. Le savant n'a qu'à peine 26 ans, mais il fascine Ali Pacha Moubarak. En 1873, il se voit même confier par le khédive la réorganisation de tout l'enseignement scientifique du pays. En parallèle, il conçoit, fabrique et vend des modèles de machines à glace au gouvernement égyptien, et se lance dans de grands travaux de construction. Il dirige en tant qu'ingénieur des chantiers où travaillent plus de 2000 ouvriers. Pictet décide finalement de rentrer à Genève, fatigué physiquement par le climat égyptien, et psychologiquement par les intrigues et les promesses non tenues.

## Retour en Suisse
De retour en Suisse en 1875, il épouse Hélène Roget, dont la famille avait été admise par deux fois à la bourgeoisie de Genève (1447 et 1704). De cette union naîtront sept enfants: Thérèse (1876-1965), Violette (1877-1974), Marguerite (1879-1975), Jeanne (1881-1913), Marie-Julie (1885-1947), Jean-Raoul (1887-1966), et Alice (1894-1899). Il fonde, avec l'appui de Guillaume-Henri Dufour, l'école pratique de Genève. À ce titre, il s'attache à réconcilier l'enseignement supérieur théorique et l'industrie pratique, jusqu'alors enseignés dans des filiales distinctes. Il se passionne pour l'hydrodynamique et procède à des expériences de « bateau rapide » sur le lac Léman en 1882.

## La liquéfaction de l'oxygène
Le 22 décembre 1877, l'Académie de sciences de Paris reçoit un télégramme envoyé par Raoul Pictet, indiquant sa réussite dans la liquéfaction de l’oxygène au-dessous de 320 atmosphères et par utilisation combinée d'acide sulfureux et acide carbonique à une température de -140 degrés Celsius. Cette annonce est pratiquement simultanée avec celle de Louis Paul Cailletet qui obtiendra également la liquéfaction de l'oxygène par un processus différent. Les deux savants se voient attribuer conjointement les mérites de cette découverte, bien que les dates soient si rapprochées qu'on ne put éviter une polémique concernant la priorité de la découverte. En réalité, les processus sont différents. Chez Cailletet, le procédé est mécanique: la détente brusque du gaz et la compression se font à l'aide d'une presse ; alors que chez Raoul Pictet le procédé est chimique : méthode dite « par cascade » ou « cycles successifs ». Grâce à l'action de l'acide sulfureux, il produit une première chute de température. Une seconde chute de température est provoquée par de l'acide carbonique ou du protoxyde d'azote. Une dernière étape consiste à produire de l'oxygène en vase clos mis en contact avec de l'acide carbonique solidifié. Cette découverte fait connaître Pictet dans toute l'Europe. Il se voit décoré de la Légion d'honneur, de la Grande médaille Davy et d'une médaille d'or lors de l'Exposition de Paris en 1878. L'année suivante, le Conseil d'État lui attribue la chaire de physique industrielle de l'Université de Genève. Le physicien est responsable, à 33 ans, de sept heures de cours par semaine contre une rémunération de 4500 francs par année.

## Un «drame industriel»
Scientifique brillant, Pictet n'aura pas le même succès en affaires. Il dépose dès son retour d'Égypte plusieurs brevets de machines à glace et de procédés en France et en Grande-Bretagne (le brevet n'existe alors pas encore ni en Suisse, ni en Allemagne). Il crée en 1875 avec son ami l'ingénieur Théodore Turrettini et le banquier Louis Roget, son beau-père, une entreprise en nom collectif : Raoul Pictet & Cie. La société va rapidement se faire connaitre et vendre de nombreuses machines, parmi lesquelles celle qui équipe, en 1876, la première patinoire artificielle à Chelsea. Dès l'année suivante, l'entreprise devient une société par actions, la SA pour l'exploitation des brevets Raoul Pictet. Turrettini et Roget continuent à faire partie du conseil d'administration alors que Raoul n'est plus qu'ingénieur de la société qui est rachetée en 1880 par un groupe présidé par le baron Oscar de Watteville. Elle prend le nom de Compagnie industrielle des procédés Raoul Pictet & Cie, et s'installe à Paris tandis que l'usine produisant l'anhydride sulfureux nécessaire à la congélation demeure à Margencel, près de Thonon. Dès 1882, les relations entre Pictet et Turrettini, représentant l'ancienne société du physicien, s'enveniment. Ayant fait breveter un nouveau procédé de congélation, Pictet vend son invention à la maison E. Erlanger et Cie, alors qu'un contrat avec la Compagnie industrielle des procédés Raoul Pictet le contraint à traiter en priorité avec elle. Dès 1884, la situation empire. Alors que Pictet souhaite exploiter une nouvelle invention de liquide réfrigérant, l'entreprise s'y oppose, ce qui donne lieu à un affrontement juridique entre le savant et ses anciens associés. En 1888, Raoul Pictet publiera en Allemagne un ouvrage intitulé Un drame industriel : histoire d'une invention genevoise où il raconte en détail les péripéties juridiques de cette affaire qu'il finira par perdre devant les tribunaux genevois en 1885. Très affecté, Pictet démissionne de sa chaire le 9 juin 1885 pour protester contre ce qu'il considère comme une offense à l'honnêteté industrielle de son pays.

## L'Exposition nationale de 1896
Quelques mois plus tard, il part en Allemagne avec sa famille, où il est engagé par l'entreprise Rudloff-Grübs à qui il cède ses brevets. Même si cette action relance les procès, il fonde, grâce à la généreuse rémunération qu'il reçoit de l'exploitation de machines frigorifiques, un Institut Raoul Pictet dont les buts de recherche sont à la fois la liquéfaction à grande échelle et les effets physico-chimiques des très basses températures. Il revient en Suisse pour participer à l'Exposition nationale de 1896 qui se déroule à Genève et pour laquelle il fait construire un pavillon divisé en trois parties : un amphithéâtre pour les conférences, une salle des machines où le public peut admirer ses machines à glace et un bar qui vend différents sorbets produits par les machines. À la fin de l'exposition, le pavillon sera transféré à Fribourg pour être transformé en salle de gymnastique.

## Fin de carrière et second mariage
À la suite de l'exposition, il reste à Genève et publie plusieurs ouvrages, notamment un Essai de philosophie scientifique qui ne sera jamais édité, ainsi qu'une Étude critique du matérialisme et du spiritualisme par la physique expérimentale dans laquelle il définit sa philosophie scientifique. Parallèlement, ses affaires périclitent, comme en témoigne ce procès qu'il perd en 1909 à Turin pour avoir vendu un procédé de fabrication d'oxygène à bon marché qui ne fonctionne pas. Un autre Institut Raoul Pictet, fondé en 1904, à qui Raoul avait cédé plusieurs brevets de fabrication, s'enlise également dans de nombreux procès qui sont à nouveau perdus en 1911. D'un deuxième mariage avec Louise Reiche, il aura cinq enfants: Adda Marie (1901-1998), Raoul-Pierre (1903-1921), Théodore François (1905-1970), Paul Jacques (1908-1991), et Susanne Cécile (1909-2003). Il s'installe à Paris en 1913 où il meurt en 1929. Un buste en bronze, sculpté après sa mort, est offert à l'Université de Genève en 1930.

## Publications
- Mémoire sur la liquéfaction de l'oxygène, la liquéfaction et la solidification de l'hydrogène et sur les théories des changements des corps, Genève, J. Sandoz, 1878 (OCLC 10627287)
- Synthèse de la chaleur, Résumé des communications faites à la réunion de la Société helvétique des sciences naturelles tenue à Saint-Gall, ; Raoul Pictet ; Genève, Bale, Lyon, H. Georg, 1879. (OCLC 23415560)
- Nouvelles machines frigorifiques basées sur l'emploi de phénomènes physico-chimiques ; Raoul Pictet ; Genève : Charles Schuchardt, 1885. (OCLC 13938231)
- Recherches expérimentales sur le point de congélation des différents mélanges d'alcool et d'eau; ; Raoul Pictet ; Paris, Gauthier-Villars, 1894. (OCLC 32286352)
- Influence des basses températures sur les lois de la cristallisation ; Raoul Pictet ; Paris, Gauthier-Villars, 1894. (OCLC 32286485)
- Sur la synthèse de la chaleur. ; Raoul Pictet ; Genève ; Bâle ; Lyon : Georg & Cie, 1895. (OCLC 79817104)